# OTD Chile
La Asociación OTD Chile "Organizando Trans Diversidades" es una organización chilena sin fines de lucro dedicada a las personas transgénero, travestis, no binarias e intersexuales, con el objetivo de promover sus derechos humanos y su bienestar en la comunidad mediante el empoderamiento, la organización comunitaria, la educación por medio de Oteduca y la incidencia política.

## Historia
La asociación fue constituida el 19 de enero de 2015 y tiene como objetivo el derecho a ser: «Aspiramos a ser la organización referente del activismo trans chileno y ser reconocidos como una institución que incide social y políticamente en la (de)construcción de las identidades binarias en pos de una multiplicidad de diversas identidades trans»; entre sus fundadores se encontraban algunos integrantes de la Organización de Transexuales por la Dignidad de la Diversidad. Desde sus inicios la agrupación ha formado parte del «Frente de la Diversidad Sexual», que incluía entre sus fundadores a Fundación Iguales, Fundación Daniel Zamudio, Movimiento por la Diversidad Sexual, Acción Gay, Fundación Todo Mejora, Agrupación Rompiendo el Silencio y Valdiversa.
Dentro de las actividades realizadas por la asociación se encuentra el trabajo realizado durante la tramitación de la ley de identidad de género, promulgada en 2018, la promoción de la Circular 0768 de la Superintendencia de Educación y la realización de informes nacionales e internacionales sobre la situación de las personas trans en Chile.
El 26 de agosto de 2015 la organización inició la publicación de Le Trans, primera revista en Chile dedicada especialmente a contenidos transgénero. El 10 de octubre de 2015 OTD Chile llevó a cabo la primera versión de «TransFest», primer festival en Chile dedicado a los derechos humanos de las personas transgénero; la segunda edición se realizó el 21 de octubre de 2017, mientras que la tercera edición estaba prevista para el 21 de marzo de 2020 pero fue suspendida por la pandemia de COVID-19.
En 2021 OTD Chile fue galardonado en la edición nacional del IV Premio Iberoamericano de Educación en Derechos Humanos junto al Instituto de la Sordera Colegio Dr. Jorge Otte Gabler, en las categorías de organizaciones de la sociedad civil y establecimientos educativos, respectivamente. La premiación se realizó el martes 21 de diciembre de 2021, en dependencias de la Fundación SM.